# Gusztáv Sebes
Gusztáv Sebes (hongarès: Sebes Gusztáv)  (Budapest, 22 de gener de 1906 - Budapest, 30 de gener de 1986), nascut Gusztáv Scharenpeck, va ser un destacat futbolista hongarès dels anys 30 i posteriorment destacat entrenador de futbol.
Començà a destacar al club Vasas SC de Budapest. Marxà a París, on va treballar com a muntador durant quatre anys a Renault i jugà a l'equip de la fàbrica anomenat Club Olympique Billancourt. En tornar a Hongria a la dècada de 1920, va jugar al MTK Hungária FC. Va ser l'entrenador de la gran selecció d'Hongria de la dècada de 1950, coneguda com els Meravellosos Magiars, amb jugadors com Ferenc Puskás, Zoltán Czibor, Sándor Kocsis, József Bozsik i Nándor Hidegkuti. Juntament amb Béla Guttmann i Márton Bukovi, formà el triumvirat d'entrenadors hongaresos qui van ser pioners de la formació 4–2–4. Els seus èxits més destacats amb la selecció van ser la medalla d'or als Jocs Olímpics de 1952, un campionat de la Copa Internacional de l'Europa Central i la segona posició a la Copa del Món de Futbol de 1954.